# Walter Sigi Arnold

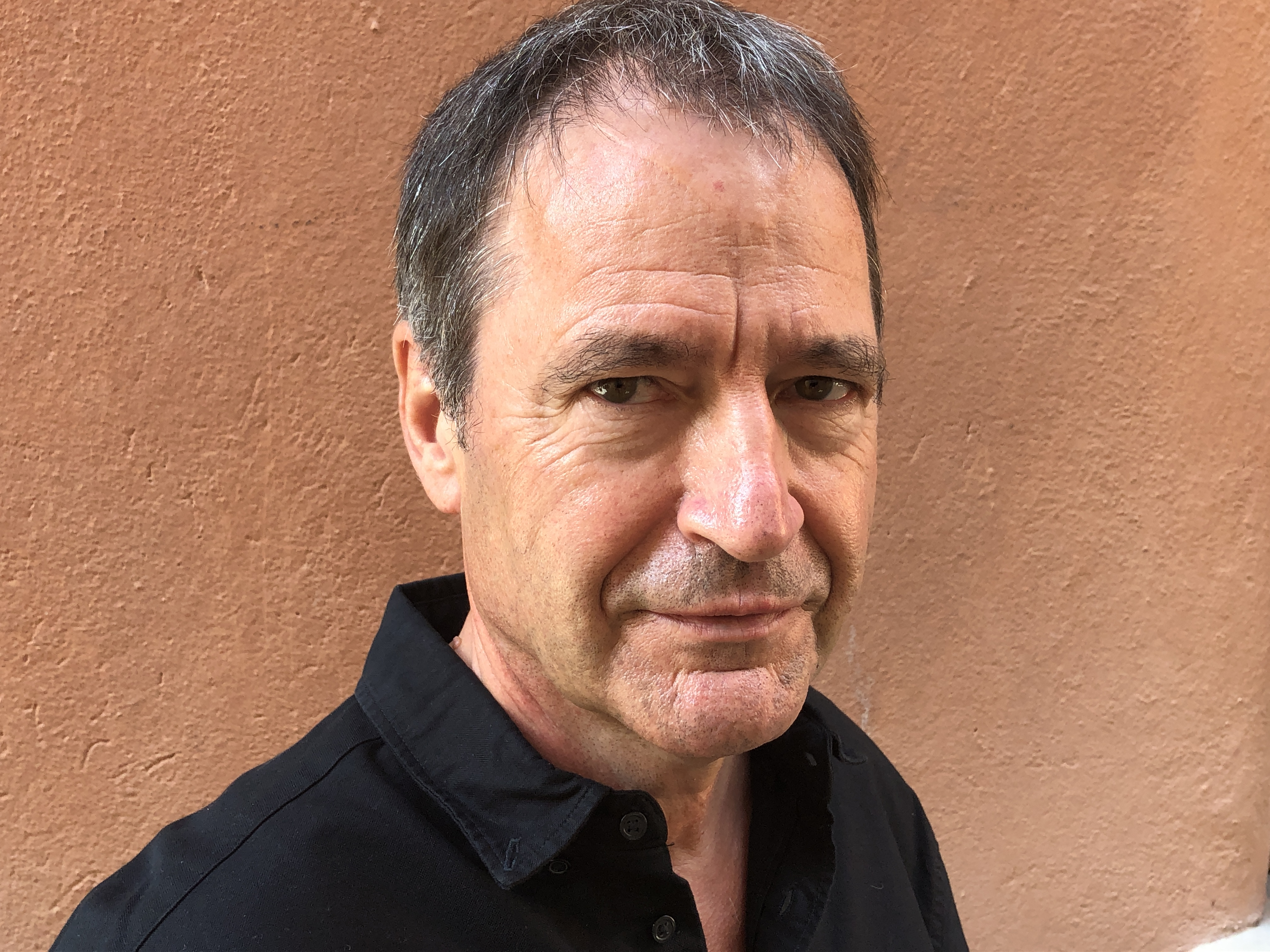
Sigi Arnold (2021)

Walter Sigi Arnold (genannt Sigi Arnold; * 11. Februar 1959 in Altdorf UR) ist ein Schweizer Schauspieler, Hörspielsprecher und Regisseur.

## Leben und Ausbildung
Aufgewachsen auf dem elterlichen Bauernhof in Altdorf, absolvierte Arnold zunächst eine Lehrerausbildung und arbeitete ein Jahr als Lehrer. 1985 schloss er seine Schauspielausbildung an der Hochschule der Künste Bern ab. Als weitere professionelle Ausbildung besuchte er 1999 das Filmseminar mit Cherolyn Franklin in Zürich. Sigi Arnold lebt mit seiner Lebenspartnerin Christa Zahner in Luzern.

## Karriere
Nach der Schauspielschule in Bern folgten verschiedene Engagements als Schauspieler an Theatern in Deutschland und der Schweiz. Von 1990 bis 1999 spielte er regelmässig am Luzerner Theater. Daneben Mitwirkung in vielen Hörspielen von Radio DRS und diverse Auftritte beim Schweizer Fernsehen. Sein erstes Festengagement erhielt Arnold 1985 am Theater Pforzheim. Seit 1988 arbeitet er freischaffend und spielte an verschiedenen Bühnen in der Schweiz und in Deutschland, darunter das Theater im Westen Stuttgart, das Theater Die Färbe in Singen, die Pocket Opera in Nürnberg und die Festspiele Bad Hersfeld. Von 1989 bis 1999 war er regelmäßig am Theater Luzern zu sehen, mit Rollen in Stücken wie Friedrich Dürrenmatts "Die Physiker", Rainer Werner Fassbinders "Katzelmacher" und William Shakespeares "Romeo und Julia", "Hamlet" sowie "Viel Lärm um nichts". In den letzten Jahren tritt Arnold mit eigenen Programmen auf, wie den Urner Sagen oder Erlkönig-Balladen, und wirkt in Produktionen der freien Theaterszene in Luzern, Basel, Bern und Zürich mit.

## Stipendien
- 2020: Werkstipendium der Landis & Gyr Stiftung.

## Schauspiel
- 1986: Floh im Ohr, Stadttheater Pforzheim
- 1993: Scapin, Sommertheater Bad Hersfeld
- 1995: Viktors Spätprogramm
- 1997: Hamlet, Luzerner Theater
- 1997 – 1998: Die Physiker, Luzerner Theater
- 1999: Viel Lärm um Nichts, Luzerner Theater
- 2007: Ein Sommernachtstraum, Luzern
- 2009: Urmel aus dem Eis, Theater am Hechtplatz Zürich
- 2013: Wetterleuchten, Luzern
- 2014: Baron Münchhausen, Luzern und Schweizer Tournee
- 2018: Kronenhaufen, Die Geschichte eines Verdingkindes (Regie: Elvira Plüss)

## Filmografie (Auszug)
- 1995: Viktors Spätprogramm, mit Viktor Giacobbo
- 1998: Total Birgit, mit Birgit Steinegger
- 2001: Schützenhilfe (Kinofilm)
- 2005: Die späte Hochzeitsreise (Dokumentarfilm)
- 2006: Geschichte fast ohne Ende (Kurzfilm)
- 2010: Der böse Onkel (Kinofilm)
- 2011: Die Sehnsucht der Schweizer (Dokumentarfilm)
- 2011: Literatur in der Innerschweiz (Dokumentarfilm)
- 2014: Ein Zuhause auf Zeit (Dokumentarfilm)
- 2014: Rabbiuni, Perle im Acker (Dokumentarfilm)
- 2014: Kirche, Ketzer, Kurtisanen – Das Konzil von Konstanz,  Regie Luke Gasser

## Hörspiele (Auswahl)
- Remake von 1934 und 1951: Martin Rost: Stille um L 303. Reportage-Hörspiel (Kapitän Fritz Brenkhardt) – Regie: Hans Hausmann (Originalhörspiel – DRS)
- 1991: Thomas Küng: Schnee us Chlote. Franz Musils erster Fall (2. Polizist) – Regie: Fritz Zaugg (Original-Hörspiel, Kriminalhörspiel, Mundarthörspiel – DRS)
- 1996: Cäsar von Arx: Chnebelgrinde: Dr Birglerheiri dä Sakerdiär (Klewi Rohrer) – Regie: Buschi Luginbühl (Mundarthörspiel – DRS)
- 1996: Carl Spitteler: Xaver z'Gilgen (Chlöpfehansi) – Bearbeitung und Regie: Fritz Zaugg (Hörspielbearbeitung, Mundarthörspiel – DRS)
- 1998: Josef Zihlmann: Chnebelgrinde: D Goldsuecher am Napf (Scheidegger) – Bearbeitung und Regie: Buschi Luginbühl (Hörspielbearbeitung, Mundarthörspiel – DRS)
- 1999: Cäsar von Arx: Chnebelgrinde: Die rot Schwizeri (Liberi, Sohn des Bauern) – Bearbeitung und Regie: Buschi Luginbühl (Mundarthörspiel – DRS)
- 2004: Kenneth Grahame: De Wind i de Wide (Lokführer / Wiesel 1 / 1. Polizist / Puur / Staatsanwalt / Oberwiesel) – Regie: Geri Dillier (Hörspielbearbeitung, Kinderhörspiel, Mundarthörspiel – DRS)
- 2005: Simon Ledermann: Chnebelgrinde: Em Kiser si Kampf (Franz) – Regie: Geri Dillier (Originalhörspiel, Mundarthörspiel – DRS)
- 2005: Heinz Stalder: Chnebelgrinde: Bach isch Trumpf (Banz) – Bearbeitung und Regie: Fritz Zaugg (Originalhörspiel, Mundarthörspiel – DRS)
- 2005: Karl Wittlinger: Chnebelgrinde: Dr Butzäblitz oder Bi ds Brandä brennts (Michel, Knecht) – Bearbeitung und Regie: Buschi Luginbühl (Hörspielbearbeitung, Unterhaltung, Mundarthörspiel – DRS)
- 2006: Astrid Lindgren: Die Brüder Löwenherz (Orwar) – Bearbeitung und Regie: Buschi Luginbühl (Hörspielbearbeitung, Kinderhörspiel, Mundarthörspiel – DRS/Tudor)
- 2006: Romano Cuonz: Chnebelgrinde: z'Leid und z'Trotz (Theodor Egger / 1. Ratsherr) – Regie: Geri Dillier (Originalhörspiel, Mundarthörspiel – DRS)
- 2006: David Steel: Fuchs & Igel – Märlidetektiv: En Frosch zum Verliebe (Eiserner Heinrich) – Bearbeitung und Regie: Isabel Schaerer (Originalhörspiel, Kinderhörspiel, Mundarthörspiel – DRS)
- 2006: Heinrich Danioth: Das Urner Krippenspiel (Joder, Wegknecht) – Bearbeitung und Regie: Buschi Luginbühl (Originalhörspiel, Mundarthörspiel – DRS)
- 2008: Pamela Dürr: Jossi Zirbelzwack – Regie: Geri Dillier (Originalhörspiel, Kinderhörspiel – DRS)
- 2009: Andreas Linus: Schreckmümpfeli: Bergruhe – Regie: Benno Muheim (Originalhörspiel – DRS)
- 2010: Paul Steinmann: D'Gotthardbahn (Wendel Tresch) – Regie: Buschi Luginbühl (Hörspielbearbeitung, Live-Hörspiel, Mundarthörspiel – DRS)
- 2016: Stephan Pörtner: Bodenlätz (Roth Hanspeter, Schwinger) – Regie: Buschi Luginbühl (Originalhörspiel – SRF)
- 2019: Heinz Stalder: Obsi (Gisler) – Regie:Päivi Stalder (Originalhörspiel, Groteske – SRF)
- 2023: Franz Hohler: Steinregen (Zurbrügg) – Bearbeitung und Regie: Päivi Stalder (Hörspielbearbeitung – SRF)

Quelle: HörDat, die Hörspieldatenbank

## Auszeichnungen und Preise
- 2008: Kunst- und Kultur-Anerkennungspreis der Stadt Luzern
- 2021: Innerschweizer Kulturpreis 2021[1]